# Sơn Tuyền
Sơn Tuyền (Tên khai sinh: Phạm Như Đức, sinh ngày 22 tháng 6 năm 1960) là một nữ ca sĩ thuộc dòng nhạc vàng nổi tiếng từ thập niên 1980 người Mỹ gốc Việt. Bà sỡ hữu kỹ thuật luyến láy mượt mà, uyển chuyển cùng vocal đặc trưng Light Lirico Soprano ngọt ngào, cao vút. Sơn Tuyền - Tuấn Vũ được mệnh danh là "Đôi song ca hay nhất" sau Nguyễn Hữu Thiết - Ngọc Cẩm. Bà là em gái của nữ ca sĩ Thanh Tuyền. Ngoài ra, nghệ sĩ cải lương Ngọc Huyền là cháu dâu của bà.

## Sự nghiệp
Sơn Tuyền sinh năm 1960 và là một ca sĩ người Mỹ gốc Việt. Bà là em gái của nữ danh ca Thanh Tuyền. Sơn Tuyền khởi đầu sự nghiệp từ giữa thập niên 1990 với dòng nhạc trẻ sôi động và được nhiều khán giả trẻ mến mộ. Sau bài hát Người yêu cô đơn, tên tuổi Sơn Tuyền vụt sáng trong dòng nhạc trữ tình và trở thành một trong những tiếng hát được khán giả yêu thích trong nhiều năm qua.
Với giọng hát ngọt ngào, Sơn Tuyền từ một hiện tượng âm nhạc đã khẳng định vị thế trên con đường ca hát. Từ giọng hát cho đến dáng vóc và phong cách biểu diễn của Sơn Tuyền đã ảnh hưởng rất nhiều thế hệ ca sĩ trẻ sau này khi kết hợp những gì mới mẻ, hiện đại vào những tình khúc vượt thời gian.
Hơn 30 năm qua, tiếng hát Sơn Tuyền vẫn luôn được khán giả chờ đợi và yêu mến mỗi lần cô xuất hiện. Bà từng về Việt Nam biểu diễn nhiều lần và được khán giả yêu thích.

## Trình diễn trên sân khấu

### Trung tâm Thúy Nga

#### Sân khấu Paris By Night
| STT | Tiết mục                     | Thể hiện với     | Chương trình      | Năm  |
| --- | ---------------------------- | ---------------- | ----------------- | ---- |
| 1   | Nhật Ký Mùa Đông (Hà Phương) | Đặng Trường Phát | Paris By Night 57 | 2000 |

#### Liveshow
| STT | Tiết mục                                                       | Thể hiện với                                                                           | Chương trình                             | Năm  |
| --- | -------------------------------------------------------------- | -------------------------------------------------------------------------------------- | ---------------------------------------- | ---- |
| 1   | Biết Đến Bao Giờ (Lam Phương)                                  | Solo                                                                                   | Liveshow Thanh Tuyền Một Đời Cho Âm Nhạc | 2020 |
| 2   | Người Yêu Cô Đơn (Đài Phương Trang)                            | Solo                                                                                   | Liveshow Thanh Tuyền Một Đời Cho Âm Nhạc | 2020 |
| 3   | LK Trả Lại Thời Gian & Hoa Tím Người Xưa (Thanh Sơn)           | Thanh Tuyền, Phương Hồng Quế, Ngọc Huyền, Như Quỳnh, Mai Thiên Vân                     | Liveshow Thanh Tuyền Một Đời Cho Âm Nhạc | 2020 |
| 4   | LK Chiều Mưa Biên Giới & Hải Ngoại Thương Ca (Nguyễn Văn Đông) | Thanh Tuyền, Chế Linh, Anh Khoa, Phương Hồng Quế, Ngọc Huyền, Như Quỳnh, Mai Thiên Vân | Liveshow Thanh Tuyền Một Đời Cho Âm Nhạc | 2020 |

### Trung tâm Asia
| STT | Tiết mục                                    | Thể hiện với         | Chương trình | Năm  |
| --- | ------------------------------------------- | -------------------- | ------------ | ---- |
| 1   | Duyên quê (Hoàng Thi Thơ)                   | solo                 | ASIA 3       | 1993 |
| 2   | Tình Vỗ Cánh Bay (Anh Sơn)                  | solo                 | ASIA 4       | 1994 |
| 3   | Ngẫu Hứng Lý Qua Cầu (Trần Tiến)            | solo                 | ASIA 5       | 1994 |
| 4   | Tình Đời (Vũ Chương, Minh Kỳ)               | Mạnh Đình            | ASIA 5       | 1994 |
| 5   | Bóng Nhỏ Giáo Đường (Phượng Linh)           | solo                 | ASIA 6       | 1994 |
| 6   | Tình Thắm Duyên quê (Trúc Phương)           | Mạnh Đình            | ASIA 7       | 1995 |
| 7   | Người Yêu Cô Đơn (Đài Phương Trang)         | solo                 | ASIA 9       | 1995 |
| 8   | Vườn Tao Ngộ (Nhật Hà)                      | Tuấn Vũ              | ASIA 23      | 1999 |
| 9   | Đò Dọc (Trầm Tử Thiêng)                     | Thanh Tuyền          | ASIA 41      | 2003 |
| 10  | LK Dấu Chân Kỷ Niệm                         | Tuấn Vũ, Thanh Tuyền | ASIA 44      | 2004 |
| 11  | LK Người Yêu Cô Đơn 1, 2 (Đài Phương Trang) | Tuấn Vũ              | ASIA 46      | 2005 |
| 12  | LK Tàu đêm năm cũ, Đò Chiều (Trúc Phương)   | Tuấn Vũ              | ASIA 48      | 2005 |

### Trung tâm Mây
| STT | Tiết mục                               | Thể hiện với | Chương trình      | Năm  |
| --- | -------------------------------------- | ------------ | ----------------- | ---- |
| 1   | Đêm Buồn Tỉnh Lẻ (Bằng Giang & Tú Nhi) | Solo         | Hollywood Night 1 | 1992 |